# Michael Dibdin
Pour les articles homonymes, voir Dibdin.
Œuvres principales
- Série Aurelio Zen

Michael Dibdin, né le 21 mars 1947 à Wolverhampton, dans le Staffordshire, et mort le 30 mars 2007, à Seattle, dans l'État de Washington, est un écrivain britannique, auteur de roman policier.

## Biographie
Il fait ses études supérieures à l'Université de Brighton, puis au Canada, à l'Université de l'Alberta à Edmonton, où il complète sa maîtrise.  Il occupe ensuite divers emplois au Canada avant d'accepter un poste d'enseignant d'anglais à la Maison Internationale de Pérouse en Italie, puis d'assistant en linguistique de l'Université de Pérouse.
Il amorce sa carrière littéraire par la publication de L’Ultime Défi de Sherlock Holmes (1978), un pastiche des aventures de Sherlock Holmes, le personnage créé par Arthur Conan Doyle, où le célèbre détective rencontre Jack l'Éventreur. Derniers Feux (1993) est également une parodie, cette fois des romans d'Agatha Christie mettant en scène Miss Marple.
Dibdin est surtout connu pour la série du commissaire Aurelio Zen, un policier désabusé et peu apprécié de ses supérieurs, qui enquête aux quatre coins de l'Italie. Dans Ratking (Piège à rats), Zen est dépêché à Pérouse pour faire la lumière sur l'enlèvement d'un industriel local. Au fil du récit, l'auteur aborde tous les thèmes propres au roman noir et brosse une fresque particulièrement réaliste et pessimiste de la société italienne contemporaine. Pour ce roman, il obtient le Gold Dagger Award en 1988. En 1994, il reçoit le Grand Prix de Littérature policière pour Cabal (Cabale), où Zen enquête sur la mort du prince Ruspanti qui a fait une chute depuis une galerie de la basilique Saint-Pierre à Rome.  Outre les difficultés que font au commissaire les autorités du Vatican qui cherchent à étouffer l'affaire, le héros est bientôt en butte à un groupe d'intégristes religieux qui n'a pas froid aux yeux.
La série télévisée Zen s’inspire de son œuvre.

## Œuvre

### Romans

#### SérieAurelio Zen
- Ratking (1988) Publié en français sous le titre Piège à rats, traduit par François Rosso, Paris, Éditions Calmann-Lévy, coll. « Crime », 1995, 375 p.  (ISBN 2-7021-2427-5) ; réédition, Paris, LGF, coll. « Le Livre de poche » no 7695, 1997, 413 p.
- Vendetta (1990) Publié en français sous le titre Vendetta, traduit par Hélène Amalric, Paris, Éditions Calmann-Lévy, 1991, 271 p.  (ISBN 2-7021-1969-7) ; réédition, Paris, LGF, coll. « Le Livre de poche » no 9514, 1992, 286 p.  (ISBN 2-253-06158-1)
- Cabal (1992) Publié en français sous le titre Cabale, traduit par François Rosso, Paris, Éditions Calmann-Lévy, 1994, 299 p.  (ISBN 2-7021-2304-X) ; réédition, Paris, LGF, coll. « Le Livre de poche » no 7653, 1995, 349 p.  (ISBN 2-253-07653-8)
- Dead Lagoon (1994) Publié en français sous le titre Lagune morte, traduit par Pierre Guglielmina, Paris, Éditions Calmann-Lévy, coll. « Crime », 1996, 348 p.  (ISBN 2-7021-2572-7) ; réédition, Paris, LGF, coll. « Le Livre de poche » no 17080, 1999, 379 p.  (ISBN 2-253-17080-1)
- Cosi Fan Tutti (1996) Publié en français sous le titre Così fan tutti, traduit par Serge Quadruppani, Paris, Éditions Calmann-Lévy, coll. « Crime », 1998, 303 p.  (ISBN 2-7021-2825-4)
- A Long Finish (1998) Publié en français sous le titre Vengeances tardives, traduit par Serge Quadruppani, Paris, Éditions Calmann-Lévy, coll. « Crime », 1999, 291 p.  (ISBN 2-7021-3036-4) ; réédition, Paris, Presses-Pocket, coll. « Pocket » no 11020, 2001, 319 p.  (ISBN 2-266-10360-1)
- Blood Rain (1999) Publié en français sous le titre Orage de sang, traduit par Serge Quadruppani, Paris, Éditions Calmann-Lévy, coll. « Crime », 2001, 278 p.  (ISBN 2-7021-3193-X) ; réédition, Paris, Presses-Pocket, coll. « Pocket » no 11021, 2002, 311 p.  (ISBN 2-266-10357-1)
- And Then You Die (2002) Publié en français sous le titre Et puis tu meurs, traduit par Serge Quadruppani, Paris, Éditions Calmann-Lévy, coll. « Crime », 2002, 223 p.  (ISBN 2-7021-3286-3)
- Medusa (2003)
- Back to Bologna (2005)
- End Games (2007)

#### Autres romans
- The Last Sherlock Holmes Story (1978) Publié en français sous le titre L’Ultime Défi de Sherlock Holmes, traduit par Jean-Paul Gratias, Paris, Éditions Rivages, coll. « Rivages/Mystère » no 17, 1994, 209 p.  (ISBN 2-86930-782-9) ; réédition, Paris, Éditions Payot & Rivages, coll. «  Rivages/Noir » no 502, 1995, 252 p.  (ISBN 2-86930-991-0)
- A Rich Full Death (1986)
- The Tryst (1989)
- Dirty Tricks (1991) Publié en français sous le titre Coups tordus, traduit par François Rosso, Paris, Éditions Calmann-Lévy, 1993, 325 p.  (ISBN 2-7021-2186-1) ; réédition, Paris, LGF, coll. « Le Livre de poche » no 17080, 1994, 319 p.  (ISBN 2-253-07636-8)
- The Dying of the Light (1993) Publié en français sous le titre Derniers Feux, traduit pat Philippe Loubat-Delranc, Paris, Éditions Calmann-Lévy, coll. « Crime », 1995, 166 p.  (ISBN 2-7021-2534-4) ; réédition, Paris, Gallimard, coll. « Folio policier » no 219, 2001, 198 p.  (ISBN 2-07-041203-2)
- Dark Spectre (1995) Publié en français sous le titre Spectre noir, traduit par Serge Quadruppani, Paris, Éditions Calmann-Lévy, coll. « Suspense », 1996, 395 p.  (ISBN 2-7021-2650-2) ; réédition, Paris, LGF, coll. « Le Livre de poche » no 17104, 1999, 414 p.  (ISBN 2-253-17104-2)
- Thanksgiving (2000)

#### Adaptation en bande dessinée
- L'Ultime Défi de Sherlock Holmes, adaptation d'Olivier Cotte, dessins de Jules Stromboni. Publié chez Rivages/Casterman/Noir, 2010.

## Prix et distinctions notables

### Prix
- Gold Dagger Award en 1988 pour Ratking[2]                 .
- Grand prix de littérature policière en 1994 pour Cabale[3].

### Nominations
- Gold Dagger Award 1992 pour Cabal[2]
- Gold Dagger Award 1998 pour A Long Finish[2]
- Prix Hammett 2007 pour End Games[4]

## Sources
- Claude Mesplède (dir.), Dictionnaire des littératures policières, vol. 1 : A - I, Nantes, Joseph K, coll. « Temps noir », 2007, 1054 p. (ISBN 978-2-910-68644-4, OCLC 315873251), p. 588-589.